# Římskokatolická farnost Horní Slatina
Římskokatolická farnost Horní Slatina je územní společenství římských katolíků v rámci telčského děkanství brněnské diecéze s farním kostelem svatého Jiljí.

## Historie farnosti
Farní kostel svatého Jiljí je původně románská stavba z první poloviny 13. století, byl upraven barokně před rokem 1717, přístavba byla provedena roku 1833.

## Duchovní správci
Farářem byl od 15. září 2010 R. D. Alois Pernička.Ten zemřel 28. listopadu 2018.  Po jeho úmrtí spravoval farnost P. Jaroslav Pezlar. K 1. srpnu 2019 byl novým farářem ustanoven R. D. Mgr. Vladimír Langer. Dne 1. srpna 2023 se stal administrátorem  R. D. Vojtěch Zahrádka.

## Bohoslužby
| Kostel        | Místo         | Bohoslužba (den)          | Poznámka     |
| ------------- | ------------- | ------------------------- | ------------ |
| svatého Jiljí | Horní Slatina | neděle 8.00 pondělí 18:00 | farní kostel |

## Aktivity ve farnosti
Den vzájemných modliteb farností za bohoslovce a bohoslovců za farnosti brněnské diecéze a Adorační den připadá na 29. ledna.
Ve farnosti se pravidelně koná tříkrálová sbírka.